# Droga wojewódzka nr 304
Droga wojewódzka nr 304 (DW304) – droga wojewódzka o długości 20,5 km, łącząca Okunin (DK 32)  z (DW 302)  niedaleko Kosieczyna.
Droga w całości położona jest na terenie  województwa lubuskiego; powiat zielonogórski oraz na terenie powiatu świebodzińskiego

## Miejscowości leżące przy trasie DW 304
- Okunin (DK 32)
- Nowe Kramsko (DW456)
- Babimost (DW303)
- Podmokle Wielkie
- Kosieczyn (DW302)